# Gwijde I van Lusignan
Gwijde I van Lusignan (circa 1260/1265 - november 1308) was van 1282 tot aan zijn dood heer van Couhé en Peyrat en van 1303 tot aan zijn dood heer van Lusignan, graaf van Angoulême en graaf van La Marche. Hij behoorde tot het huis Lusignan.

## Levensloop
Gwijde was de tweede zoon van Hugo XII van Lusignan en Johanna van Fougères. In 1282 kreeg hij door zijn oudere broer Hugo XIII de heerlijkheden Couhé en Peyrat toegewezen.
In 1303 volgde Gwijde zijn kinderloos overleden broer Hugo XIII op als heer van Lusignan, graaf van Angoulême, graaf van La Marche en burggraaf van Porhoët. Omdat hij reeds in 1297 door Hugo onterfd was, diende Gwijde eerst een akkoord te sluiten met Reinoud van Pons, een van de erfgenamen die Hugo XIII had aangesteld. Op 1 juli 1304 werd de erfopvolging van Gwijde door het parlement goedgekeurd.
In september 1304 stelde Gwijde zijn zus Yolande aan als erfgename van zijn gebieden. In 1308 stierf Gwijde ongehuwd en kinderloos, waardoor de mannelijke lijn van het huis Lusignan uitstierf. Zijn zus Yolande erfde zijn gebieden, maar de graafschappen Angoulême en La Marche werden in 1309 geannexeerd door koning Filips IV van Frankrijk.

## Voorouders
| Voorouders van Gwijde I van Lusignan (1260/65-1308) | Voorouders van Gwijde I van Lusignan (1260/65-1308)                  | Voorouders van Gwijde I van Lusignan (1260/65-1308)                  | Voorouders van Gwijde I van Lusignan (1260/65-1308)                 | Voorouders van Gwijde I van Lusignan (1260/65-1308)                 | Voorouders van Gwijde I van Lusignan (1260/65-1308)                 | Voorouders van Gwijde I van Lusignan (1260/65-1308)                 | Voorouders van Gwijde I van Lusignan (1260/65-1308)                 | Voorouders van Gwijde I van Lusignan (1260/65-1308)                 |
| --------------------------------------------------- | -------------------------------------------------------------------- | -------------------------------------------------------------------- | ------------------------------------------------------------------- | ------------------------------------------------------------------- | ------------------------------------------------------------------- | ------------------------------------------------------------------- | ------------------------------------------------------------------- | ------------------------------------------------------------------- |
| Overgrootouders                                     | Hugo X van Lusignan (1185-1249) ∞ Isabella van Angoulême (1186-1246) | Hugo X van Lusignan (1185-1249) ∞ Isabella van Angoulême (1186-1246) | Peter Mauclerc (1187-1250) ∞ Adelheid van Bretagney (1200-1221)     | Peter Mauclerc (1187-1250) ∞ Adelheid van Bretagney (1200-1221)     | Geoffroy de Fougères (-1212) ∞ Mahaut de Porhoët (–)                | Geoffroy de Fougères (-1212) ∞ Mahaut de Porhoët (–)                | ? (-) ∞ ? (-)                                                       | ? (-) ∞ ? (-)                                                       |
| Grootouders                                         | Hugo XI van Lusignan (1221-1250) ∞ Yolande van Bretagne (1218-1272)  | Hugo XI van Lusignan (1221-1250) ∞ Yolande van Bretagne (1218-1272)  | Hugo XI van Lusignan (1221-1250) ∞ Yolande van Bretagne (1218-1272) | Hugo XI van Lusignan (1221-1250) ∞ Yolande van Bretagne (1218-1272) | Rudolf III van Fougères (1204-1256) ∞ Isabelle de Craon (1200-1221) | Rudolf III van Fougères (1204-1256) ∞ Isabelle de Craon (1200-1221) | Rudolf III van Fougères (1204-1256) ∞ Isabelle de Craon (1200-1221) | Rudolf III van Fougères (1204-1256) ∞ Isabelle de Craon (1200-1221) |
| Ouders                                              | Hugo XII van Lusignan (1236-1270) ∞ Johanna van Fougères (-1273)     | Hugo XII van Lusignan (1236-1270) ∞ Johanna van Fougères (-1273)     | Hugo XII van Lusignan (1236-1270) ∞ Johanna van Fougères (-1273)    | Hugo XII van Lusignan (1236-1270) ∞ Johanna van Fougères (-1273)    | Hugo XII van Lusignan (1236-1270) ∞ Johanna van Fougères (-1273)    | Hugo XII van Lusignan (1236-1270) ∞ Johanna van Fougères (-1273)    | Hugo XII van Lusignan (1236-1270) ∞ Johanna van Fougères (-1273)    | Hugo XII van Lusignan (1236-1270) ∞ Johanna van Fougères (-1273)    |